# Silene pardoi
Silene pardoi là loài thực vật có hoa thuộc họ Cẩm chướng. Loài này được (Pau) Mayol & Rosselló miêu tả khoa học đầu tiên năm 1999.